# Кузнецовский (Новониколаевский район)
Кузнецовский — хутор в Новониколаевском районе Волгоградской области России. Входит в состав Красноармейского сельского поселения.

## География
Хутор находится в северо-западной части Волгоградской области, в степной зоне, в пределах Хопёрско-Бузулукской равнины, к западу от реки Малая Завязка, на расстоянии примерно 39 километров (по прямой) к востоку от посёлка городского типа Новониколаевский, административного центра района. Абсолютная высота — 140 метров над уровнем моря.
Часовой пояс
Хутор Кузнецовский, как и вся Волгоградская область, находится в часовой зоне МСК (московское время). Смещение применяемого времени относительно UTC составляет +3:00.

## История
Согласно постановлению Волгоградской областной Думы от 24 ноября 1994 года № 14/130 посёлок отделения № 5 совхоза «Красноармеец» Красноармейского сельсовета был переименован в хутор Кузнецовский.

## Население
| 2010 |
| ---- |
| 33   |

Гендерный состав
По данным Всероссийской переписи населения 2010 года в гендерной структуре населения мужчины составляли 57,6 %, женщины — соответственно 42,4 %.
Национальный состав
Согласно результатам переписи 2002 года, в национальной структуре населения русские составляли 73 % из 11 чел.

## Улицы
Уличная сеть хутора состоит из трёх улиц.